# Walter Paget

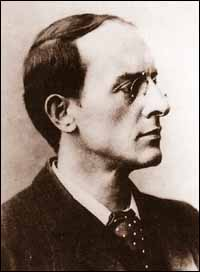
Walter Paget

Walter Stanley Paget (* 26. Januar 1862; † 29. Januar 1935) war ein britischer Illustrator. Für sein Wirken wurde er mit der Goldmedaille der Royal Academy of Arts geehrt.
Walter Paget war der jüngste der drei Brüder (Henry Marriott, Sidney und Walter) und wie diese illustrierte er Bücher und Zeitschriften im späten 19. und Anfang des 20. Jahrhunderts. Er zeichnete gewöhnlich „Wal Paget“. Er arbeitete unter anderem für The Sphere (während des Burenkrieges), Illustrated London News, The Strand Magazine.
Einen Namen erwarb sich Walter Paget als Buchillustrator, wenngleich er als der am wenigsten talentierte von den drei Brüdern bezeichnet wird. Seine Zeichnungen finden sich in den Werken von Robert Louis Stevenson (in Die Schatzinsel von 1899), Henry Rider Haggard (König Salomos Schatzkammer von 1895), insbesondere dann in vielen auch fremdsprachigen Ausgaben von Daniel Defoes Robinson Crusoe. Nach dem Tod von Sidney Paget illustrierte Walter Paget auch die Sherlock-Holmes-Geschichte „The Adventure of the Dying Detective“ von Conan Doyle (Ausgabe in Strand Magazine vom Dezember 1913).
Aus seinem Wirken als Buchillustrator ist eine Verwechslung mit seinem Bruder Sidney Paget bekannt. Der Herausgeber des Strand Magazine, Sir George Newnes (1851–1910), wollte Walter Paget mit dem Illustrieren von sechs Erzählungen über Sherlock Holmes von Conan Doyle beauftragen. Da er zu diesem Zeitpunkt noch unbekannt war, erhielt sein Bruder Sidney Paget den Brief mit dem Auftrag und führte ihn aus.